# 박남수
박남수(朴南秀, 1918년 4월 3일~1994년 9월 17일)는 대한민국의 시인이다.

## 생애
그는 1918년 4월 3일, 일제 강점기 평안남도 평양에서 출생하여 일본 주오 대학 법과를 나온 후 1940년을 전후하여 문단에 등장한 후 오랫동안의 침묵 끝에 1950년부터 다시 활동하여 지적 서정의 한 경지를 천착하고자 했다. 1957년 제5회 자유문학상을 수상. 시집에 《초롱불》, 《갈매기 소묘(素描)》 등이 있다. 부인은 피아니스트 강창희(姜昌姬)이다. 50대 말년기에는 부인(강창희 여사)과 함께 동반하여 1975년 4월에 미국으로 이민하였다.